# Acacia phlebopetala
Acacia phlebopetala — вид квіткових рослин з родини бобових. Ареал: Австралія (Західна Австралія).

## Середовище
Зустрічається в чагарниках маллі, вересовищах на нижніх схилах гір, прибережних вересах і вздовж струмків і річок.

## Біоморфологічна характеристика
Це кущ заввишки до 1 метра. Вічнозелені, голі або волосисті філодії скупчені на гілочках, вони жорсткі та гострі мають нерівносторонню або мілкотрикутну форму і довжину від 5 до 10 мм і ширину від 5 до 11 мм. Цвіте з вересня по квітень і дає кремово-білі квітки.